# ذيفان الشيغيلة

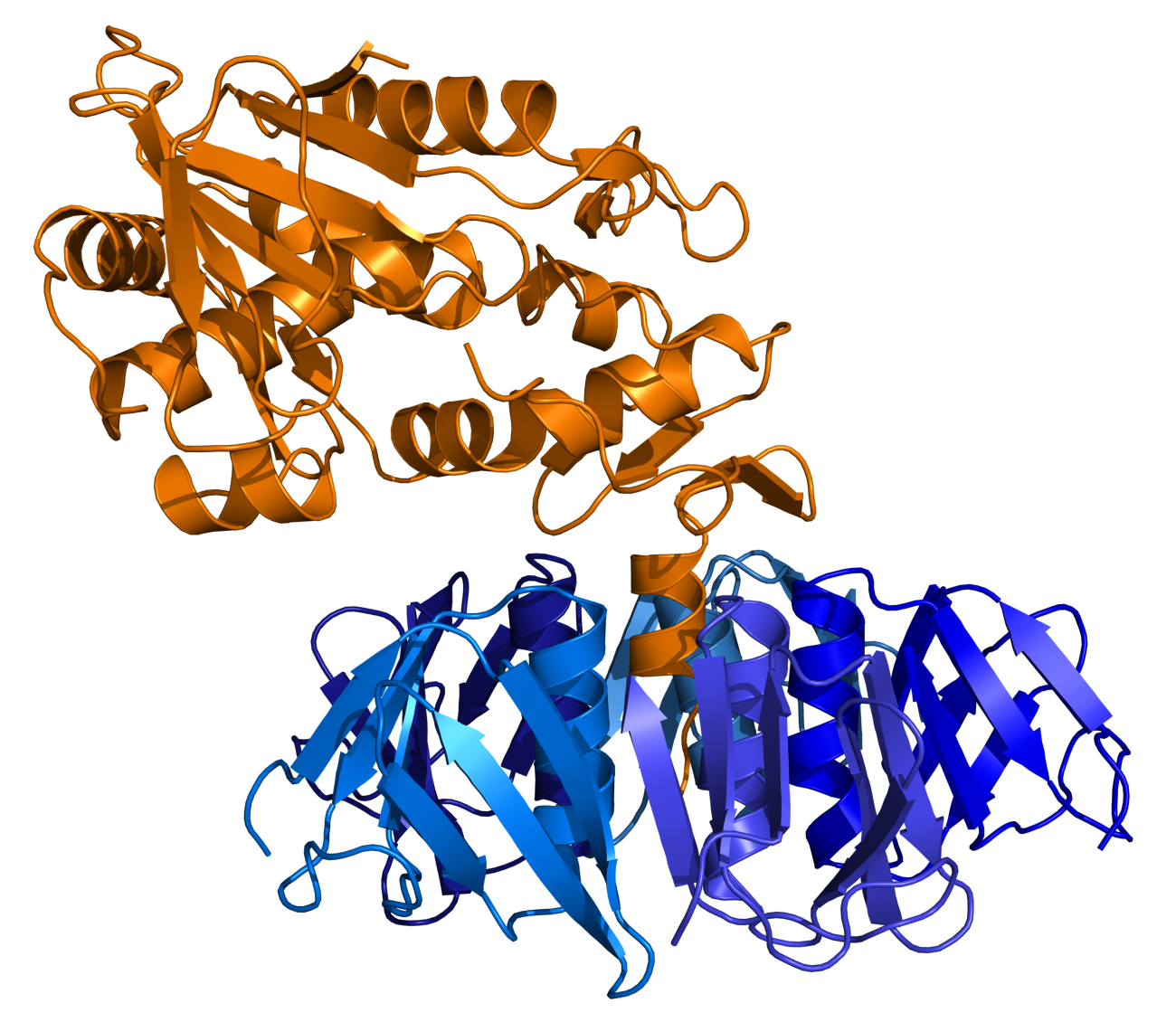
رسم توضيحي لتركيب سم شيغا الناتج عن بكتريا الشغيلا الزحارية.

سم الشيغا هو عائلة من السموم التي ترتبط ارتباطاً وثيقاً بالمجموعات الجينية (Stx1) و (Stx2). تم تسمية مجموعة السموم بهذا الاسم تيمناً بكيوشي شيغا الذي وصف الأصل البكتيري للزحار الناتج عن بكتيريا الشيغلا.
أكثر المصادر شيوعاً لسموم الشيغا هي بكتيريا الشيغلا الزحارية والأنماط المنتجة للسم من بكتيريا الإشيريشيا كولاي، والتي تشمل الأنماط O157:H7، وO104:H4، وغيرها من الأنماط المسببة للنزيف.

## آلية العمل
تعمل سموم الشيغا على تثبيط تخليق البروتين داخل الخلايا المستهدفة بآلية مشابهة لتلك الخاصة بالريسين، وبعد دخول الخلية عن طريق ماكروبينسوم ينقش البروتين قاعدة أدينينية خاصة من الحمض النووي الريبوزي 28S والوحدة 60S من الريبوسوم، مما ينتج عنه إيقاف تصنيع البروتين.
ومن المثير للاهتمام أنه يمكن استخدام سموم شيغا البكتيرية لعلاج الخلايا المستهدفة في حالات سرطان المعدة، وذلك لأن هذا الورم لديه مستقبلات لسموم شيغا.
ولهذا الغرض يتم اقتران العلاج الكيميائي غير المحدد بالوحدة الفرعية (ب) لجعله محدداً.
وبهذه الطريقة فقط يمكن قتل الخلايا السرطانية أثناء العلاج الكيميائي والحفاظ على الخلايا السليمة.

## التركيب
يحتوي سم الشيغا على وحدتين فرعيتين وهما الوحدات (أ)و(ب)، تعد الوحدة ب مركب خماسي تربط بين الدهون النشوية المحددة والخلية المضيفة. وبصفة خاصة مركب غلوبوتريوسيلسراميد (Gb3) ثم بعد ذلك يتم إستيعاب الوحدة الفرعية أ والتي تنقسم إلى جزئين.
ثم يرتبط المكون (أ1) بالريبوسوم مما يعطل تخليق البروتين.
وجد العلماء أن (Stx-2) أكثر سمية من (Stx-1) ب400 مرة.
يوجد المركب (Gb3) لأسباب غير معروفة بكميات كبيرة في الأنسجة الظاهرية الكلوية ولذلك يمكن أن يعزى إليه سمية الكلى من سم الشيغا، ويوجد أيضاً في الخلايا العصبية للجهاز العصبي المركزي وخلايا الإندوثيليوم مما قد يؤدي إلى التسمم العصبي.
ومن المعروف عن (Stx-2) أنه يزيد من قدرة الخلايا على إنتاج مستقبلات (GB3) ويسبب خللاً في الخلايا العصبية.
تتطلب السموم مستقبلات محددة للغاية على سطح الخلايا لتتمكن من الارتباط بها ومن ثم دخول الخلية ولذلك فإن أنواع مثل الماشية والخنازير والغزلان التي لا تحمل هذه المستقبلات قد تؤوي أنواعاً سامة من البكتيريا دون أن تصاب بالتسمم ثم تخرجها مع البراز حيث يمكنها أن تنتشر إلى البشر.